# Tegetthoff-osztály
A Tegetthoff-osztályú csatahajókat az Osztrák–Magyar Monarchia tervezte és építette. A hajóosztályt Viribus Unitis-osztálynak is szokták nevezni, ugyanis a tengeri hajóosztályokat mindig a típusban elsőként épített hajó neve adta és adja manapság is.

## Története
Montecuccoli altengernagy 1908 februárjában bejelentette, hogy egy 19.000 tonna vízkiszorítású dreadnoughtot akarnak építeni. A hajók méretét a legnagyobb osztrák-magyar úszódokk mérete határozta meg. Több terv is született, amelyek közül az utolsót fogadták el. A haditengerészetek ekkor tértek át az új tagozódásra, amely szerint az azonos osztályú hajókból nem hármat, hanem négyet kell építeni. Montecuccoli is úgy döntött, hogy az új hajókból négyet kell építeni.
1910-ben a monarchia közös pénzügyminisztere nem támogatta a hadihajók felépítését, így a haditengerészet saját kockázatra kezdte meg a hajók építését. Montecuccoli a Stabilimento Tecnico Triestino hajógyárat bízta meg az első két egység megépítésével. A cég a IV. és V. tervszámú hajók gerincét 1910. július 24-én és szeptember 24-én fektette le Triesztben. 1912 januárjában kezdték el építeni a VI. és VII. tervszámú hajókat Triesztben, illetve Fiumében.
A hajók neve a Tengerészeti Szekció javaslatára először SMS Tegetthoff, SMS Prinz Eugen, SMS Don Juan és SMS Hunyadi lett volna. Ferenc József döntése nyomán a hajók neve: a IV. tervszámú hajóé SMS Viribus Unitis, V. tervszámú hajóé SMS Tegetthoff, VI. tervszámú hajóé SMS Prinz Eugen és VII. tervszámú hajóé SMS Szent István lett.
Az olasz Dante Alighieri-vel egyidejűleg, a világon elsőként ennél a hajónál építettek három ágyút egy páncéltoronyba. A Tegetthoff-osztály egységei nagy tűzerejű, korszerű dreadnought-típusú csatahajók voltak. Az osztály gyenge pontja a keresztirányú vízzáró válaszfalak gyengesége és a torpedó védőkamrák függőleges falának nem megfelelő dőlése volt, a Szent István is ezért süllyedt el. (A német haditengerészet kb. 30 m hosszú hajódarabokat épített, és ezeken kísérletezték ki a páncélzat legmegfelelőbb elhelyezését. A kísérletek eredményét közölték az osztrák-magyar haditengerészettel.) Az igazság kedvéért meg kell állapítani, hogy nem volt olyan ország ahol a háború elején a flotta hajóinak ne lett volna valamilyen komoly hibája, pl. a brit flotta csatacirkálói közül három is felrobbant a jütlandi csatában, mert a kilőtt lövegtornyok lőszerszállító felvonóin keresztül a tűz tovaterjedt a lőszerkamrákig, illetve a német SMS Pommern csatahajó is mindössze egyetlen torpedótalálattól elsüllyedt a jütlandi csatában.
A Tegetthoff-osztály hajói az I. csatahajóosztály tagjai voltak.

## SMS Viribus Unitis
A Tegetthoff-osztály első egysége volt. 1911. június 24-én bocsátották vízre és 1912. október 16-án állt hadrendbe. A K. u. k. flotta vezérhajója volt a hadrendbe állításától a világháború végéig.
1915. május 23-án részt vett Ancona ágyúzásában. 1918. június 8-án Horthy Miklós ellentengernagy zászlóshajójaként egy kötelék élén indult az Otrantói-szoros tengerzárának feltörésére. Miután 10-én hajnalban testvérhajója, a Szent István elsüllyedt, az akciót lefújták.
1918. október 31-én Pólában Horthy flottaparancsnok a Viribus Unitis fedélzetén írta alá a K. u. k. flotta átadását. A hajót az osztrák, magyar és cseh legénység elhagyta, csak a délszláv származásúak, valamint a leendő délszláv flotta majdani tisztikara maradt a fedélzeten. Éjszaka olasz könnyűbúvárok (Raffaele Rossetti őrnagy és Raffaele Paolucci hadnagy) – akik nem tudták, hogy a hajó már nem a monarchiáé vagy nem akarták, hogy egy szomszédos államnak is erős hajója legyen (ez utóbbi a valószínűbb) egy aknát helyeztek el a hajó fenekén, amely felrobbant. A csatahajó oldalra dőlt és negyed óra múlva elsüllyedt, négyszázan haltak meg a fedélzetén.

## SMS Tegetthoff

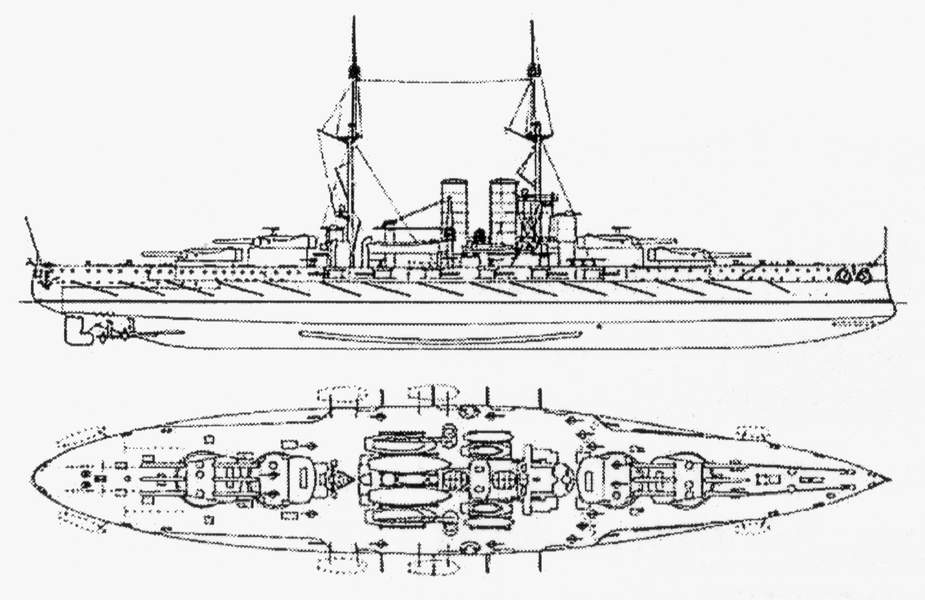
A Tegetthoff-osztály jellegrajza

A hajót Wilhelm von Tegetthoffról, az Osztrák–Magyar Monarchia admirálisáról nevezték el. A hajót 1912. március 21-én bocsátották vízre és 1913. július 14-én állt hadrendbe.
1915. május 24-én részt vett Ancona bombázásában.
A háború után az olasz haditengerészethez került, majd 1924-25-ben La Spezia-ban lebontották.

## SMS Prinz Eugen
1912. november 30-án bocsátották vízre és 1914. július 8-án állt szolgálatba.
1918 novemberében az olasz haditengerészethez került, majd átadták a francia haditengerészetnek. 1920-ban átépítették, majd 1922. július 28-án egy hadgyakorlat során elsüllyesztették.

## SMS Szent István
Az SMS Szent Istvánt a magyar Ganz és Társa Danubius Gép-, Waggon és Hajógyár Rt. építette Fiumében lévő telephelyén. Az SMS Szent István néhány részletben különbözött a testvérhajóitól: 12 Babcock-Wilcox kazánt és 2 AEG Curtis turbinát kapott, amelyek 2 hajócsavartengelyt hajtottak, míg a másik háromnak 4 hajócsavartengelye volt. A hajó a felépítményben is különbözött némileg.
1914-ben bocsátották vízre és 1915-ben állt hadrendbe.
A háború során jórészt a polai kikötőben állomásozott, amelyet csak a lőgyakorlatok alatt hagyta el. Első és egyben utolsó harci bevetésére 1918. június 9-én éjjel futott ki egy kötelék tagjaként azzal a céllal, hogy feltörjék az Otrantói-szorosban lévő tengerzárat. 10-én hajnalban olasz torpedóvető motorcsónakok (MAS) támadtak a kötelékre. A Szent István két torpedótalálatot kapott, oldalára dőlt, és 6 óra 12 perckor elsüllyedt. 89 ember halt meg, de nagy volt az erkölcsi kár is, hiszen először fordult elő, hogy egy csatahajót torpedókkal semmisítettek meg.
A Szent István pusztulását a kora reggeli időpont ellenére sikerült filmen is rögzíteni. Csatahajók esetében ilyen felvétel ezen kívül csak a második világháborúban elpusztult angol HMS Barham-ról készült.

## Külső hivatkozások
- A császári és királyi haditengerészet csatahajói (az Internet Archive által megőrzött példány a bernathfalvi.freeweb.hu/kuk/ honlapról, a legtöbb kép kivételével)